# Orestia brandstetteri
Orestia brandstetteri es una especie de insecto coleóptero de la familia Chrysomelidae. Fue descrita científicamente en 2007 por Kapp.